# 半旗

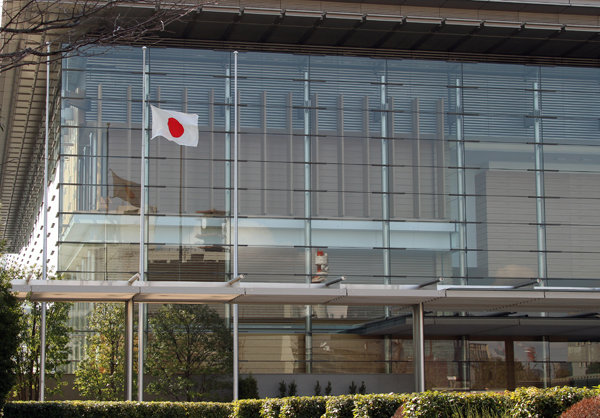
東日本大震災の発生から1年を迎えた際に首相官邸に掲げられた半旗

半旗（はんき、英語: Half-staff, Half-mast）とは、弔意を表すために旗竿の先端から三分の一から半分ほどさげて掲げる旗のことである。

## 概要
かつて船上においては、国旗に喪章を付けて弔意を示す弔旗という慣習があったが、洋上では視認しにくいことから、国旗を半下する方法に変化したものである。
現在は、洋上に限らず実施されており、弔意を示すためには原則として半旗を掲げ、半旗の掲揚ができない場合は弔旗とするのが一般的である。

## 掲揚方法

### 解説
半旗の掲揚は、旗を旗竿の最上位まで一度掲げ、その後に旗竿の半分の位置にまで降ろすことで行われる。
半旗の位置とは、おおよそ旗の一辺から旗竿の2分の1の範囲であり、半旗であることが分かる位置であればよいとされる。
逆に半旗としない場合は、旗竿の構造上、可能な範囲において最上位に掲げて固定し、傍目に半旗であると誤解されないように掲揚するべきであるとされる。
また、半旗を降ろす場合には、再び旗を旗竿の最上位まで掲げ直してから降ろす。
上記の掲揚方法は慣習であり、国旗の取扱いに関する国際儀礼（プロトコル）の一部である。
ただし、国や組織によっては掲揚方法について明文化した法律、規定を定めている場合もある。

### 使用する旗
多くの場合、国旗が用いられる。
それ以外に、都道府県や市町村・州などの自治体の旗、海外領土・植民地など非独立地域の旗、校旗、党旗、社旗などその他団体の旗などが用いられる場合がある。
また王室や貴族制度を維持している国では、王旗などのように固有の紋章をあしらった旗も半旗に用いられている。

## 世界各国

### アメリカ合衆国

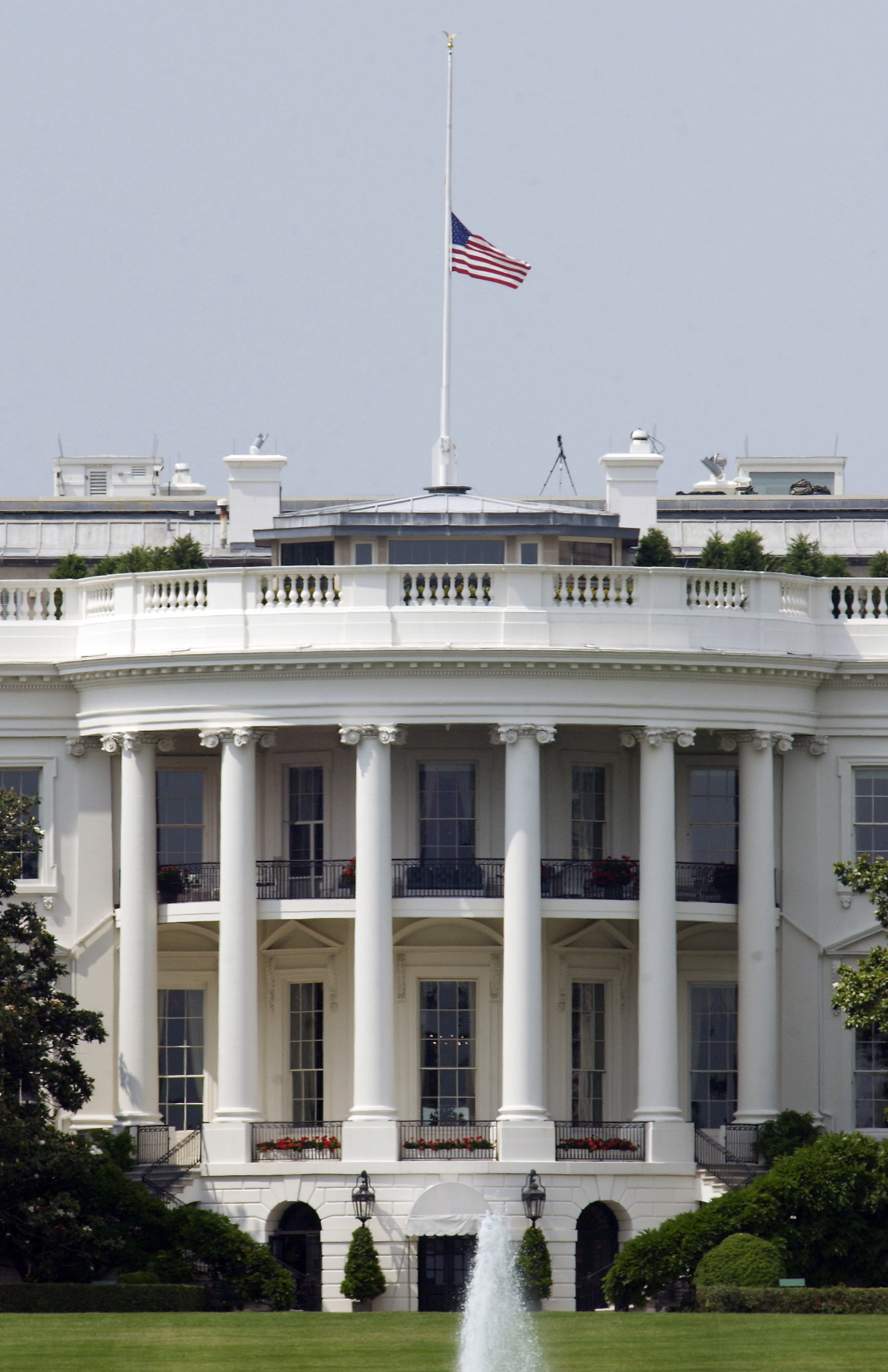
2004年のロナルド・レーガン元大統領死去の際にホワイトハウスに掲げられた半旗

現職の大統領、元大統領の死亡時
死亡（公式発表）後30日間
現職の副大統領、元副大統領、連邦議会議長、連邦最高裁判所長の死亡時
死亡（公式発表）後10日間
連邦最高裁判所判事、国務長官・副長官、国防長官・副長官、各州知事の死亡時
死亡時（各機関においてそれを知った時点）から埋葬の日まで
連邦議会議員の死亡時
死亡時（各機関においてそれを知った時点）から翌日にかけて
大統領令に基づく場合
9.11テロ、教皇ヨハネ・パウロ2世の逝去（2005年）、2015年パリ同時多発テロ事件、安倍晋三銃撃事件（2022年）など
連邦議会の定める法に基づく場合
真珠湾攻撃追悼記念日、戦没将兵追悼記念日など

### イギリス

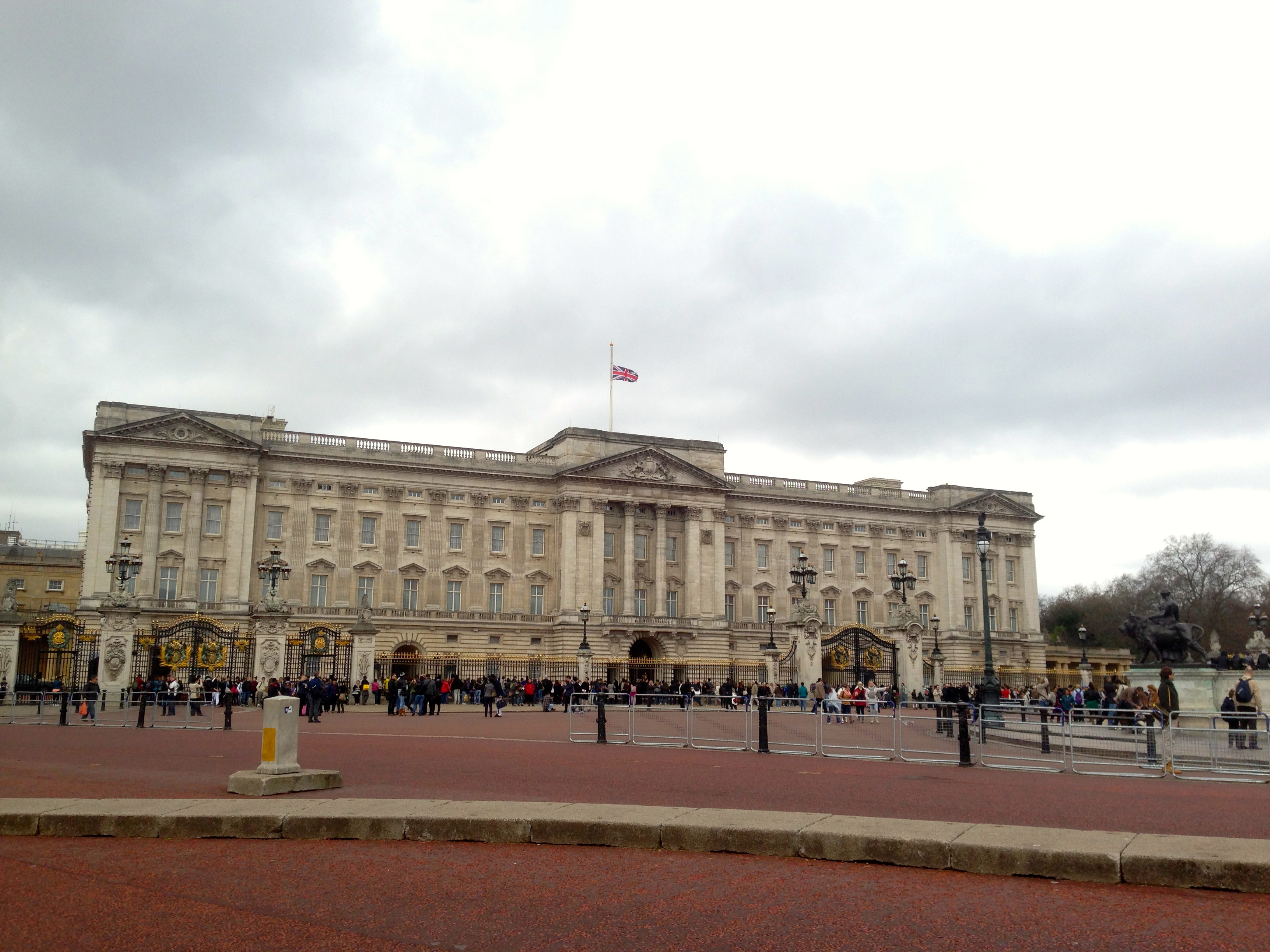
マーガレット・サッチャー元首相の死去を受けてバッキンガム宮殿に掲げられた半旗。

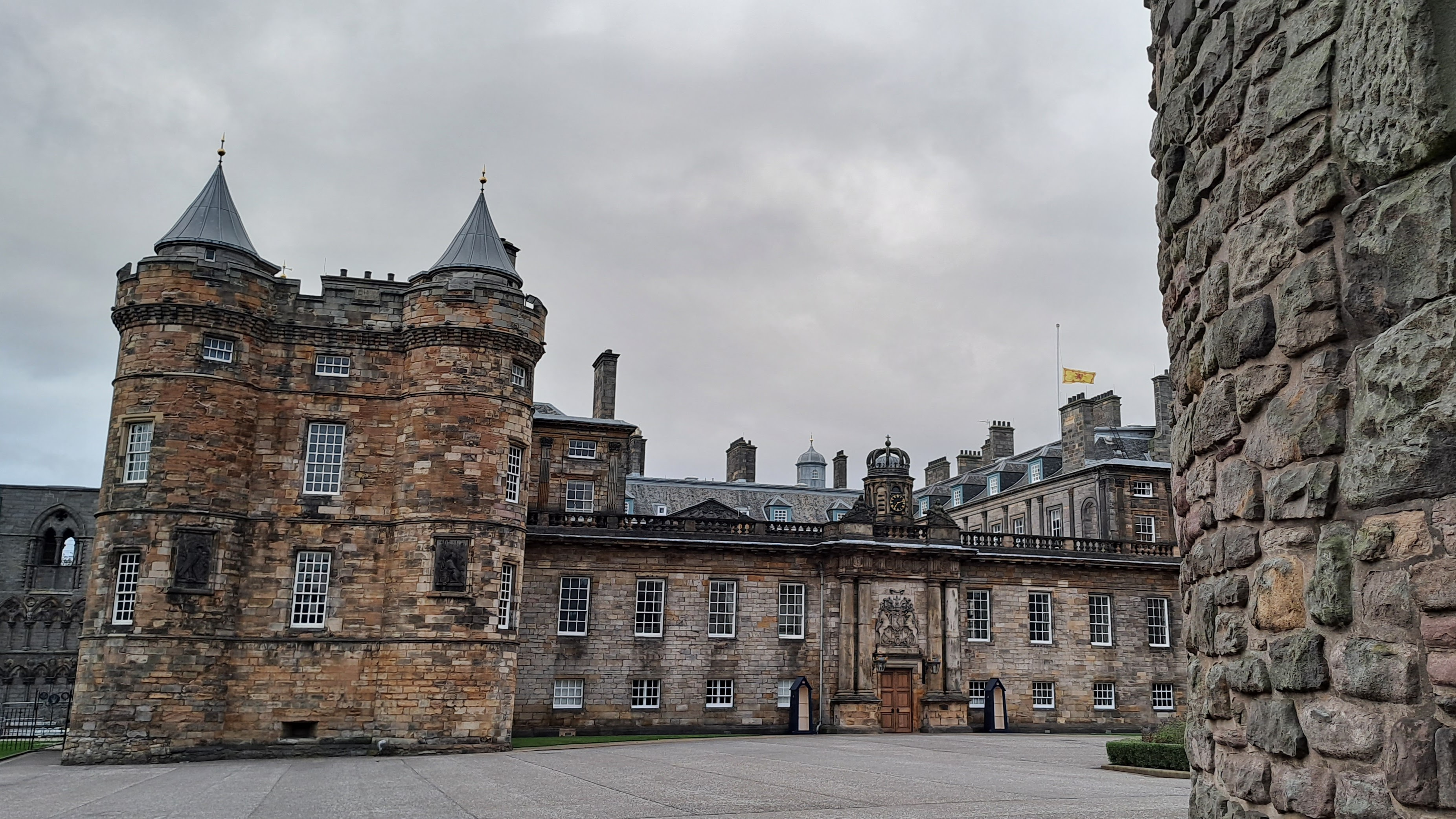
エリザベス2世の崩御の翌日にホーリールード宮殿に掲げられたスコットランド王室旗の半旗。

本来、イギリス王室には半旗の伝統は無い。これは、そもそも国王の旗である王室旗は国王が宮殿にいる事を示すものであり、なければ下ろされ、滞在中は掲げられるものであったこと、そして国王が崩御しても、即座に新たな君主が即位することになるため、“王位に空位はなく、常に国王は健在である”ため、王室旗を半旗にして喪に服す必要はないという考え方であった。
しかし、ダイアナ元王太子妃が死去した際には、国民の間から「王室はバッキンガム宮殿に半旗を掲げるべきだ」との世論が起こった。世論の反発をやわらげるため、国王（エリザベス女王）がダイアナ元王太子妃の葬儀のために宮殿を出たところで、王室旗が下げられてユニオンジャックの半旗が掲げられた。この経緯については、映画「クィーン」の中で描かれている。
これ以後は、国王不在の際は王室旗の代わりにユニオンジャックを掲揚し、必要に応じてそれを半旗にするという慣習が誕生し、実際にエリザベス女王の母であるエリザベス皇太后と妹のマーガレット王女の葬儀の際、さらにロンドン同時爆破事件のフィリップ王配の薨去の際にユニオンジャックの半旗が掲げられた。またエリザベス2世がバルモラル城で崩御したときは、バッキンガム宮殿のユニオンジャックを一旦降納し、改めて半旗に掲揚して女王が崩御したことを公にした。王室旗による半旗にする伝統はないが、エリザベス2世が崩御したときスコットランドのホリールード宮殿ではスコットランド王室旗が半旗とされた。女王の柩が同宮殿のセントフラジャイルに正装安置されるのにあわせての措置であった。

#### 政府機関等
政府機関等においては、勅命に基づき出される文化・メディア・スポーツ省の通知により、旗竿の長さの3分の2のところに掲げるのが正式な半旗の方法である。
政府の建物に半旗が出される条件と期間は以下の通りである。
- 国王の崩御が発表されてから葬儀までの期間。ただし新国王の即位の日には午前11時から日没までは半旗にしない
- 王族の葬儀の日
- 外国の君主の葬儀の日
- 首相あるいは元首相の葬儀の日
- その他、特別に勅命が出た場合。

この際、王室関連の休日（イギリスの場合は、王族の誕生日などでも政府機関が休みになる）などの国旗を掲揚するべき日と、半旗にすべき日が重なった場合は、特別な勅命がない限りは半旗にしない。

### カナダ
次の場合に半旗を掲揚している。
イギリス国王＝カナダ国王・現職の総督・現職の首相の死去時
死亡時から葬儀日の日没にかけて
イギリス国王の配偶者・イギリス皇太子・イギリス王子・元総督・元首相・カナダ最高裁判所長官・カナダ国務大臣の死去時
死亡時から翌日の日没にかけて
4月28日、労働災害などにより亡くなった人を追悼する日
9月、殉職公務員追悼記念日
11月11日、休戦記念日
12月6日、女性への暴力を記憶する日

### サウジアラビア

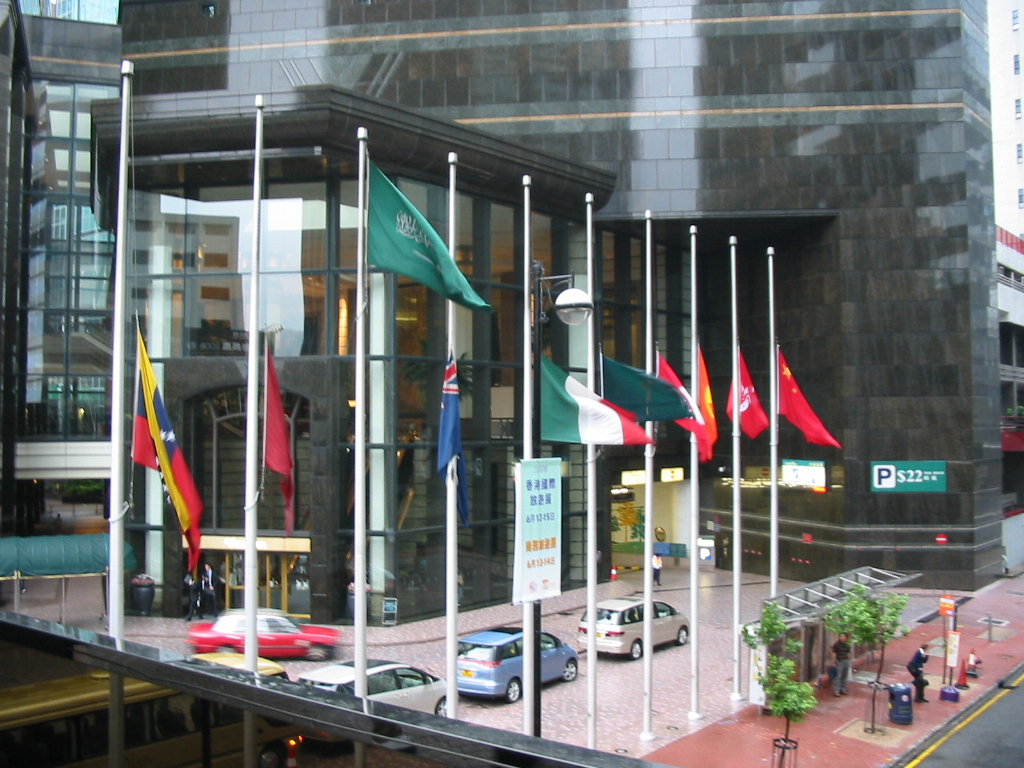
四川大地震での犠牲者への弔意として、香港の中環に掲げられた各国の国旗が半旗となっている中、サウジアラビアの国旗だけは通常通りに掲げられている。（2008年5月20日）

サウジアラビアの国旗には、シャハーダ（信仰告白）の一文がアラビア語で記載されており、イスラム教では神聖な言葉であるため、半旗にしてはならないと同国の憲法に相当する統治基本法第3条で定められている。

### 大韓民国
- 6月6日の顕忠節（殉国者追悼の日）と国葬の際に半旗を掲げる。

### 中華人民共和国

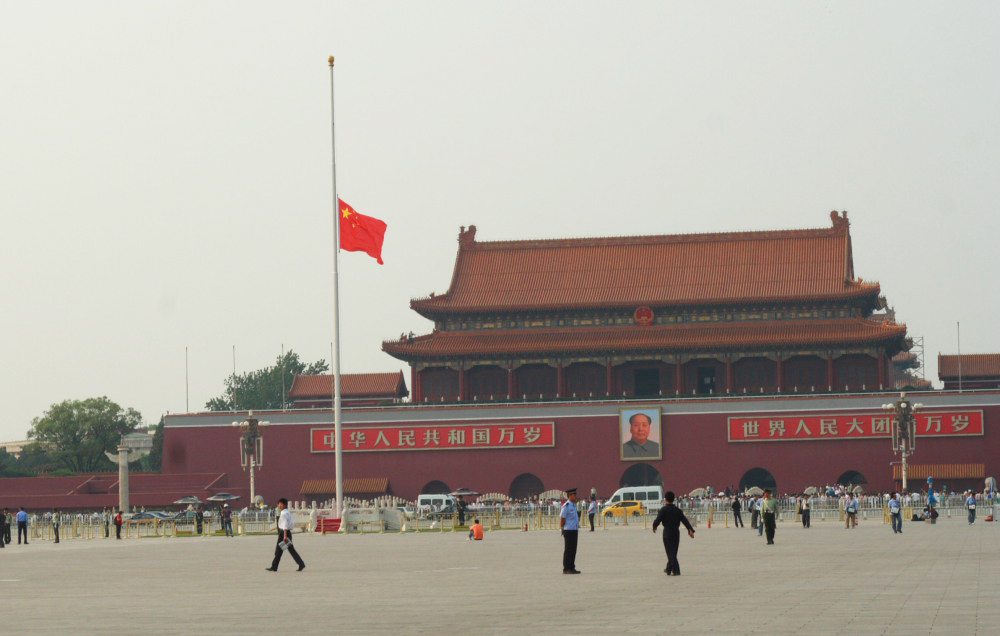
四川大地震での犠牲者への弔意として天安門広場に掲げられる半旗。(2008年5月19日)

#### 規定
中華人民共和国国旗法第14条の規定により、以下の人物が死去した場合半旗を掲げることとされる。
- 国家主席
- 全国人民代表大会常務委員会委員長
- 国務院総理（首相）
- 国家中央軍事委員会主席
- 中国人民政治協商会議全国委員会主席
- 中華人民共和国に対して顕著な貢献をした（と国務院が認めた）人物
- 世界平和あるいは人類の進歩に傑出した貢献をした（と国務院が認めた）人物

このほか、不幸な事件、多数の死傷者が出た重大な自然災害があった場合、国務院の判断により、半旗を掲げることができる。2008年5月の四川大地震の際の例がある。半旗を掲げる期日と場所は、国務院または国が組織する葬儀を司る機構が指定する。

#### 香港
香港特別行政区では、上記に加え、区旗区章条例（區旗及區徽條例）により、以下の人物が死去した場合、区旗を半旗にする。
- 香港特別行政区に対して顕著な貢献をしたと行政長官が認めた人物
- 行政長官が半旗により弔意を表すにふさわしいと認めた人物

重大な事件・自然災害についても、行政長官の判断で区旗を半旗にすることができる。

### 台湾
- 正副総統の死去から出棺まで
- 2月28日、二・二八事件平和記念日
- 国交を有する国の現職の元首が逝去した場合、外交部領事館で一日（義務ではない）

他に重大な事件により死傷者の発生した場合、総統は全国あるいは一部の機関に半旗を掲げるよう告示することができる。

### 日本

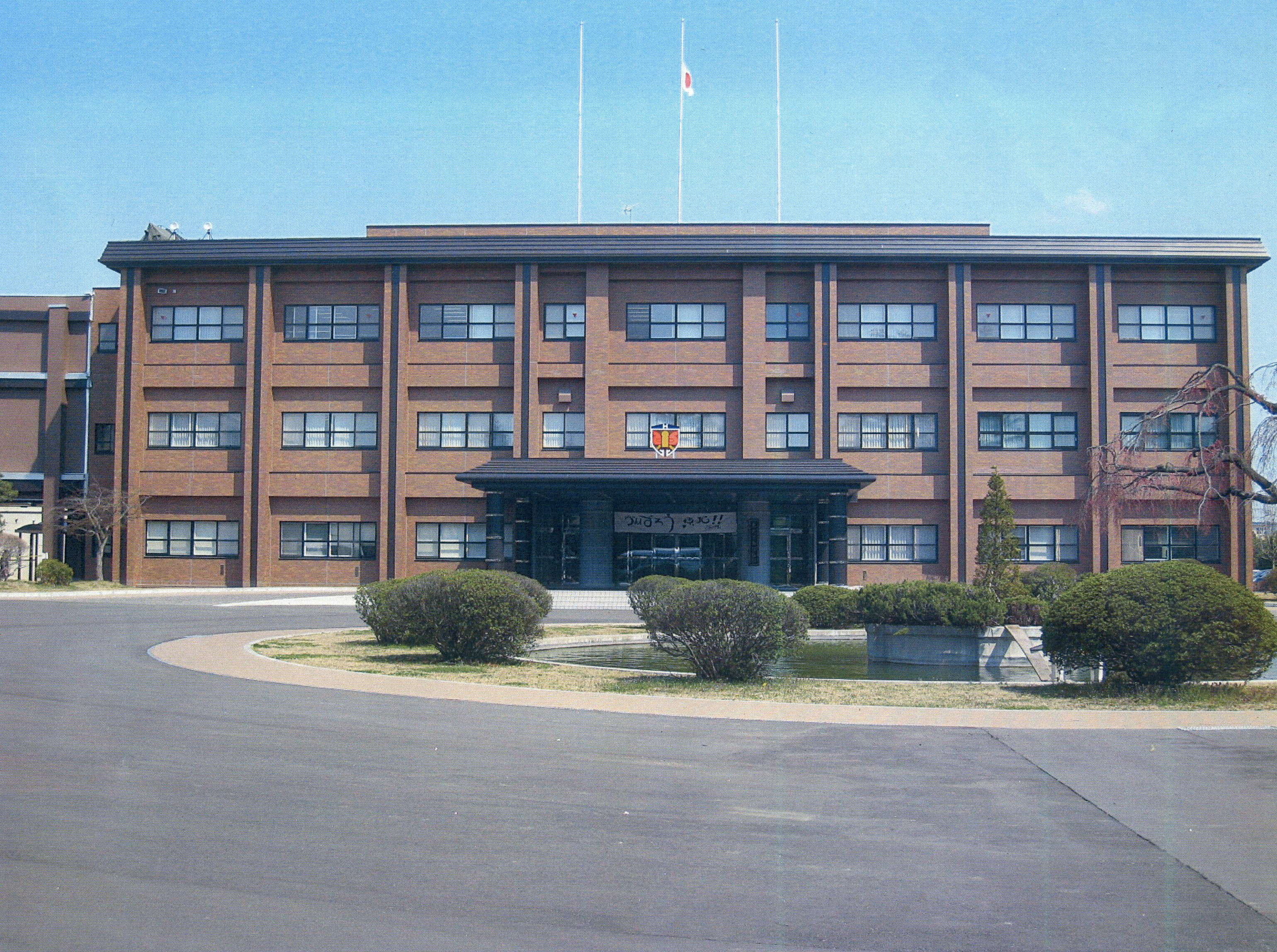
東日本大震災での犠牲者への弔意として半旗を掲げた災統合任務部隊司令部（自衛隊仙台駐屯地・東北方面総監部庁舎）(2011年3月14日)

日本では、国家において半旗を掲げるべき期間を明文化した規定は存在しない。内閣の決定、あるいは各省庁の申し合わせによりその都度各省庁が通達などを発出し国の機関において実施、関係機関に協力を依頼することもある。総理大臣官邸及び外務省における慣行として、諸外国の国家元首死去に伴う国葬の日に、半旗を掲揚している。

#### 例
政府機関に一斉に半旗が掲げられた例として以下のものがある。
8月15日、戦没者を追悼し平和を祈念する日（終戦の日）
同日に日本武道館で挙行される全国戦没者追悼式に併せ、政府が半旗を掲揚するよう各官庁、学校、企業等に求めている。
天皇・皇后、およびその他皇族の葬儀の日
近年では昭和天皇の大喪の礼、香淳皇后の斂葬の儀、高円宮憲仁親王の斂葬の儀の際に半旗が掲揚された。その都度、政府より各官庁、学校、企業等に対し協力を求める通知が出される。
内閣総理大臣経験者の葬儀の日
政府官庁が半旗を掲げた。
1995年（平成7年）阪神・淡路大震災
全省庁的に半旗を掲げた。
2011年（平成23年）東日本大震災
発災（3月11日）から1か月間、全省庁的に半旗を掲げた。都内の小中学校などでは4月末まで掲げられていた。この年以降、毎年同日に国立劇場で挙行される追悼式に併せ、半旗弔旗を掲揚するよう政府が各官庁、学校、企業等に求めている。追悼式は10年を区切りに挙行されなくなったが、半旗掲揚は行われている。
アルジェリア人質事件（2013年1月26日）
事件の犠牲となった日本人10名に対する弔意として、自由民主党本部及び各官公庁が半旗を掲げた。横浜市の日揮本社では犠牲者の命日に当たる1月16日において国旗及び社旗を半旗として掲揚している。
安倍晋三銃撃事件
安倍晋三元首相が銃撃を受けて死去（2022年7月8日）したことを受けて、首相公邸・自民党本部などは同月11日に半旗を掲げた。なお、アメリカやインドの政府機関や民間などではこれよりも早く半旗を掲げた施設もあった。松野博一内閣官房長官は「（安倍が）亡くなったのが8日（金曜日）の夕刻だったため、翌開庁日の11日（月曜日）から掲揚することにした」と説明している。
海外の要人に対する弔意
英国国王ジョージ6世の崩御に弔意を表して、1952年2月7日と同月15日（訃報のあった日と葬儀の日）、衆参両院で半旗が掲げられた。

### 北朝鮮
北朝鮮では最高指導者の死去の際に半旗が掲げられている。
- 金日成主席死去（1994年7月8日）では翌日の北京の大使館と東京の朝鮮総聯本部、2日後の7月10日には軍事境界線でそれぞれ半旗が掲げられたことが確認されている[7]。
- 金正日総書記・国防委員長死去（2011年12月17日）の2日後の12月19日に朝鮮中央テレビが死去を報じ、北京の北朝鮮大使館や東京の朝鮮総聯本部では半旗が掲げられた[8][9][10]。

## その他

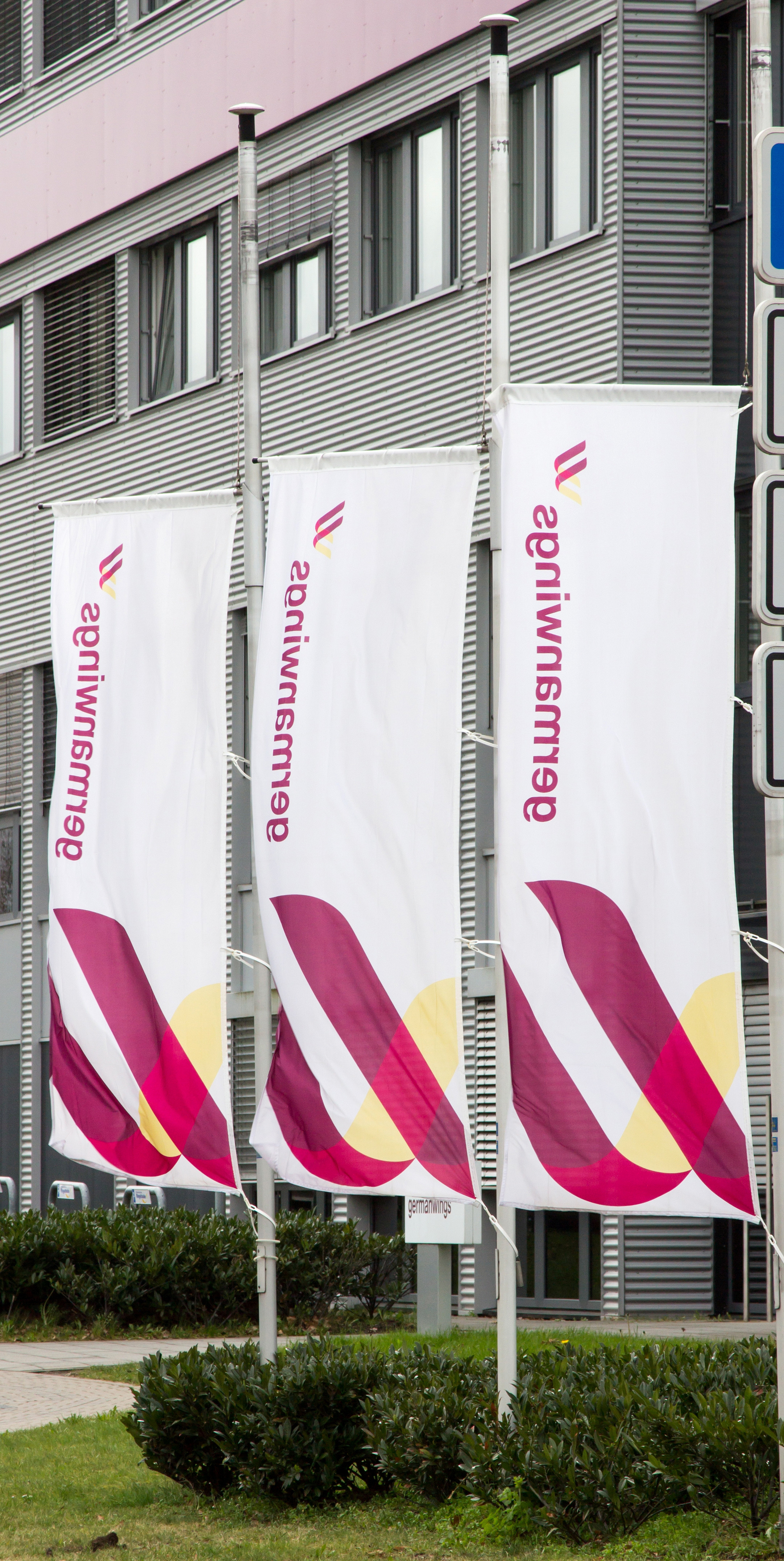
墜落事故を受け、本社前の社旗を半旗にしたジャーマンウイングス

企業やスポーツ界などでは国家的な弔意以外にも、代表や貢献者の死去、自社の事故などで独自の判断で半旗を掲げる場合がある。
また、学校でも在籍する教諭及び児童･生徒･学生が死去した場合は半旗を掲げる。

### 一覧
- 1985年（昭和60年）8月17日 - 日本航空123便墜落事故により、阪神電気鉄道専務取締役および阪神タイガース球団社長の中埜肇が死去したことを悼み[注釈 1]、広島東洋カープ対阪神タイガース戦が開催された広島市民球場ではスコアボード上の広島・阪神の両球団旗を半旗とした。
- 2008年（平成20年）6月8日 - 元日本サッカー協会会長で日本サッカー協会最高顧問の長沼健が同月2日に死去したことを悼み、全競技場で半旗が掲げられた[11]。
- 2009年 (平成21年) 4月14日 - 広島東洋カープでは、ベースボールドッグ「ミッキーちゃん」の死を悼み、球場の球団旗を半旗とした。動物の死で半旗が掲げられた珍しい例である。
- 2010年（平成22年）4月7日 - 読売ジャイアンツ一軍コーチ（元選手）の木村拓也が同日死去したことを悼み、当日の全球場では半旗が掲げられ、巨人応援団もしばらく球団旗の半旗を掲げた[12]。また一周忌でも半旗が掲げられた[13]。
- 2011年（平成23年）8月5～7日 - 元サッカー日本代表で松本山雅FC所属選手であった松田直樹が同月4日に死去したことを悼み、所属リーグ（当時）のJFLと、かつて所属していた横浜F・マリノスをはじめとしたJリーグの全試合で半旗を掲げた[14]。
- 2011年10月5日 - Appleの創設者で同社に貢献したスティーブ・ジョブズの死去により、アップル本社には半旗が掲げられた[15]。
- 2015年（平成27年）7月13日 - 任天堂社長の岩田聡が2日前の同月11日に死去していたことが発表され、任天堂本社は社旗を半旗とした。
- 2021年（令和3年）8月8日 - 中日ドラゴンズ所属投手であった木下雄介が同月3日に死去したため、東京オリンピック期間中のエキシビションマッチを行っていたバンテリンドーム ナゴヤ内部及びその外部において球団旗等を半旗として掲げた[16]。
- 2021年（令和3年）8月30日 - 東京パラリンピック期間中に死去が発表された元IOC会長のジャック・ロゲへの弔意を表し、競技会場となっている国立競技場や馬事公苑に掲げられていた国旗が半旗となった[17][18]。
- 2023年（令和5年）6月16日 - 元広島東洋カープ投手の北別府学が同日死去したことを悼み、この日の広島東洋カープ対埼玉西武ライオンズの交流戦ではスコアボード上の両チーム球団旗とリーグ旗を半旗として掲げた[19]。
- 2023年（令和5年）7月25日 - 元阪神タイガース選手の横田慎太郎が同月18日に死去したことを悼み、この日の阪神甲子園球場でのセ・リーグ公式戦・阪神対読売ジャイアンツ戦と阪神鳴尾浜球場でのウエスタン・リーグ公式戦・阪神対福岡ソフトバンクホークス戦で、両チーム球団旗とリーグ旗を半旗として掲げた[20][21]。
- 2025年（令和7年）2月20日 - 東京ヤクルトスワローズのマスコットキャラクターであるつば九郎を担当していた社員スタッフが同月16日、肺高血圧症のため死去したことを悼み、明治神宮球場の球団旗を半旗として掲げた。